# 39880 Dobšinský
(39880) Dobšinský, denumire internațională (39880) Dobsinsky, este un asteroid din centura principală de asteroizi.

## Descriere
39880 Dobšinský este un asteroid din centura principală de asteroizi. A fost descoperit pe 15 martie 1998 la Modra de Peter Kolény și Leonard Kornoš. Asteroidul prezintă o orbită caracterizată de o semiaxă mare de 2,31 ua, o excentricitate de 0,09 și o înclinație de 5,3° în raport cu ecliptica.